# William E. Gortney
William Evans Gortney (La Jolla, 25 de setembro de 1955) é um almirante aposentado da Marinha dos Estados Unidos que serviu como o sexto comandante do Comando Norte dos Estados Unidos e o 23º comandante do Comando de Defesa Aeroespacial da América do Norte (NORAD). Anteriormente, atuou como Comandante do Comando das Forças de Frota dos Estados Unidos de 14 de setembro de 2012 a dezembro de 2014 e Diretor do Estado-Maior Conjunto de 1º de julho de 2010 a agosto de 2012. Antes disso, atuou como Comandante das Forças Navais dos EUA Comando Central / 5ª Frota. Ele assumiu seu cargo como CDRUSNORTHCOM e comandante do NORAD em 5 de dezembro de 2014, e foi sucedido pelo general Lori Robinson em 13 de maio de 2016.